# Doppelboden (Schiffbau)

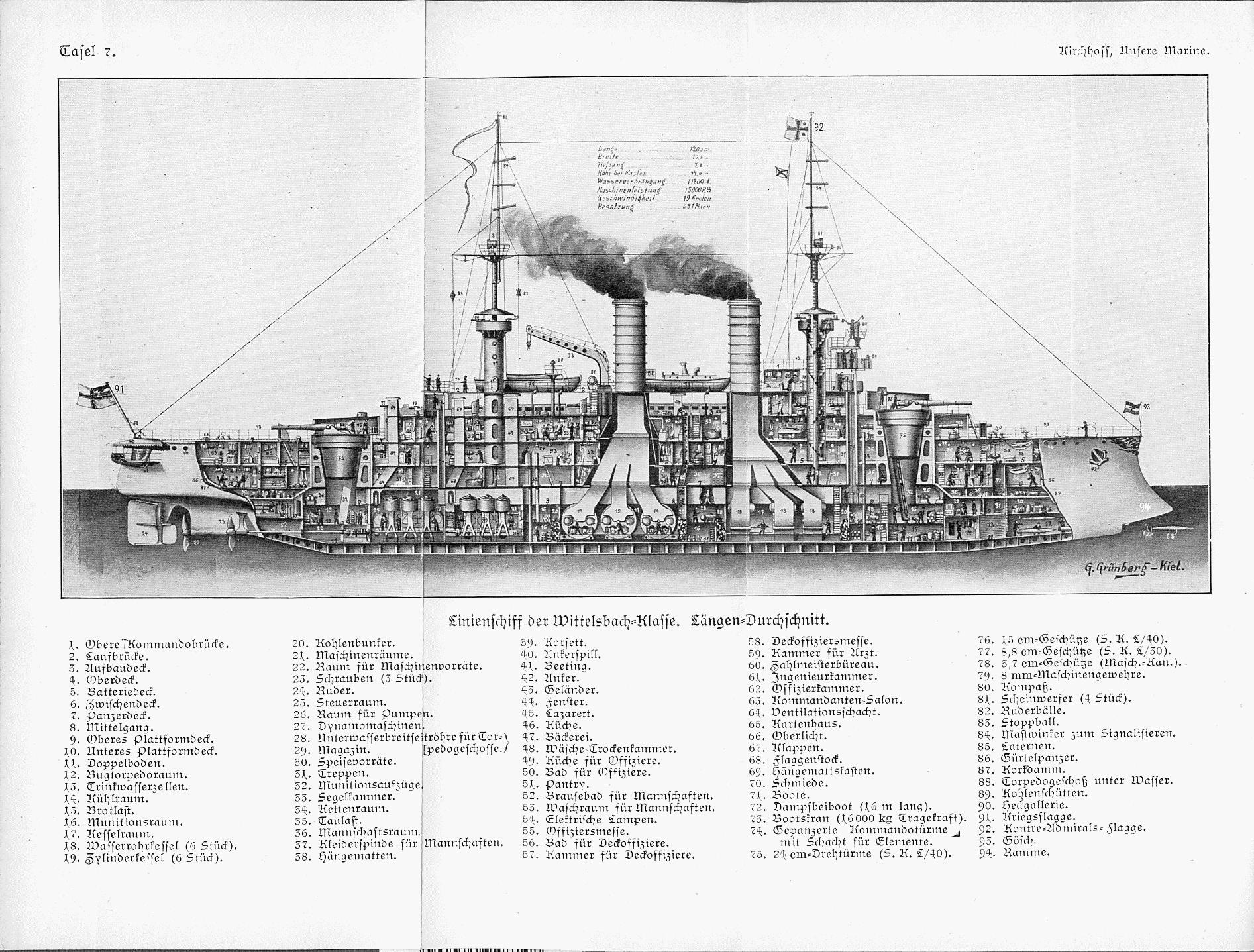
Längsschnitt eines Schiffes mit Blick auf den Doppelboden

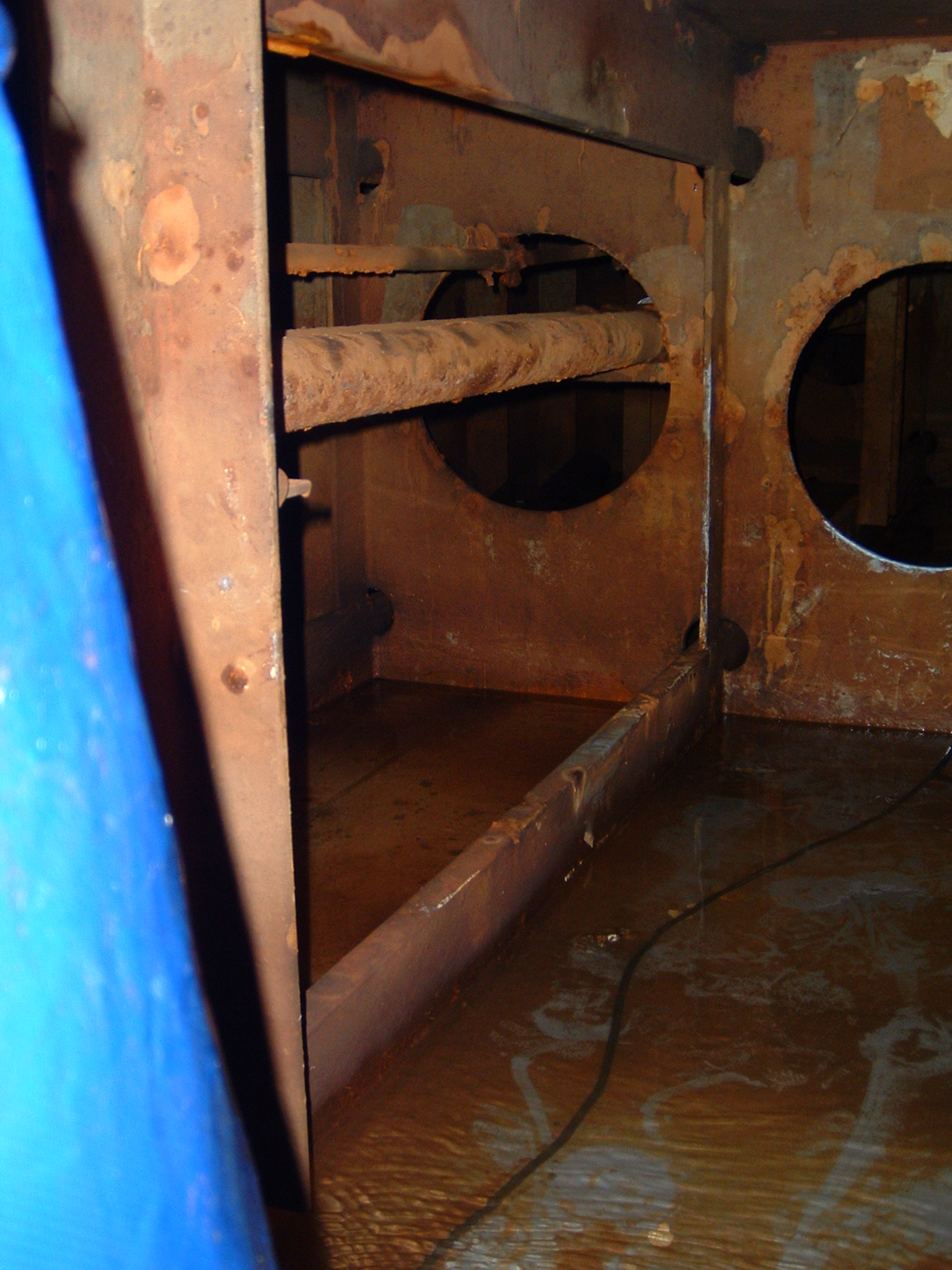
Blick in einen Schiffsdoppelboden

Der Doppelboden eines Schiffes wird durch die Bodenkonstruktion, die Außenhautbeplattung und die darüber angeordnete Doppelboden- oder Tankdecke, gebildet.

## Einzelheiten
Die Bodenkonstruktion des Schiffskörpers eines Seeschiffes besteht in der Hauptsache aus Bodenwrangen (Querträgern), Längsträgern und Spanten. Den äußeren Abschluss zum Seewasser bildet die Außenhautbeplattung. Zum Schiffsinneren wird die Bodenkonstruktion nach oben von der Doppelboden- bzw. Tankdecke (englisch: Tanktop) abgeschlossen, die beispielsweise bei Trockenfrachtern im Laderaumbereich gleichzeitig den Laderaumboden bildet. Durch wasserdichte Bodenwrangen wird der Doppelboden in einzelne Tanks unterteilt, die zur Aufnahme von Wasserballast sowie Frischwasser und Bunker- oder Betriebsölen dienen. Des Weiteren schützen die separaten Tanks im Falle einer Verletzung der Außenhaut vor einer Flutung größerer Teile des Schiffes.
Die Entwicklung zum Bau von Schiffen mit Doppelboden wurde anfangs nicht aus Sicherheitserwägungen, sondern aus wirtschaftlichen Gründen vorgenommen. Zunächst wurde der Doppelboden benötigt, um Ballastwasser aufnehmen zu können, erst in späteren Entwicklungsschritten kam zum einen der Effekt des Sicherheitsgewinns bei einer Beschädigung der Außenhaut durch Grundberührungen, zum anderen die Nutzung als Bunkertank hinzu. Bei neugebauten Schiffen darf bei einer Bunkerkapazität von insgesamt über 600 m³ seit dem 1. August 2010 kein Bunkertank mehr die Außenhaut berühren. Somit ist die Nutzung des Doppelbodens zum Mitführen von Bunker heute bei Neubauten nicht mehr erlaubt.

## Konservierung
Die Konservierung des Doppelbodens spielt beim Bau des Schiffes und bei späteren Werftaufenthalten eine große Rolle. Dadurch, dass die Mannlöcher für die Doppelbodentanks sich meist im Laderaum befinden, ist es sehr schwer, Instandhaltungsmaßnahmen während des normalen Schiffsbetriebs durchzuführen, weil sich dann oft Ladung im Laderaum befindet. Die Instandhaltungsmaßnahmen beschränken sich dann in der Regel auf Tankbegehungen, den Austausch von Füllstandsensoren und das Waschen der Tanks, wenn sich zu viel Sedimente angesammelt haben. Somit müssen die notwendigen Konservierungsmaßnahmen in der Werft ausgeführt werden. Daher ist sehr auf eine sorgfältige Verarbeitung der Farbe zu achten. Ein Schiff geht in der Regel nur alle zweieinhalb Jahre in die Werft, und so lange kann man keine Ausbesserungen an der Beschichtung vornehmen.
Grundsätzlich können Tanks auf zwei Arten konserviert werden: mit Anoden oder mit einer Beschichtung. Abhängig von der Klassifikationsgesellschaft ist allerdings seit langem eine Beschichtung der Wasserballasttanks vorgeschrieben, so dass die Anodenlösung entfällt.